# Viktor Ravasz
Viktor Ravasz (5. května 1887 Kunov – 12. září 1957 Petrova Ves) byl slovenský a československý politik, meziválečný poslanec a senátor Národního shromáždění za Hlinkovu slovenskou ľudovou stranu.

## Biografie
V parlamentních volbách v roce 1925 získal poslanecké křeslo v Národním shromáždění. Mandát obhájil v parlamentních volbách v roce 1929. Podle údajů k roku 1929 byl veřejným notářem v Levicích.
Roku 1923 byl jedním ze čtyř místopředsedů strany a v roce 1926 byl zastoupen v pětičlenném direktoriu, které řídilo Hlinkovu stranu po dobu, kdy byl Andrej Hlinka na zahraniční cestě.
Později přešel do horní parlamentní komory. V parlamentních volbách v roce 1935 získal za Hlinkovu slovenskou ľudovou stranu (respektive za širší opoziční alianci Autonomistický blok) senátorské křeslo v Národním shromáždění. V senátu setrval do jeho zrušení v roce 1939. V roce 1935 se objevily spekulace, že byl součástí frakce, která se postavila proti Andreji Hlinkovi. V září 1935 byl vyloučen ze strany a kvůli praxi vázaného mandátu mu hrozilo zbavení senátorského křesla. Ravasz se od své frakční činnosti distancoval a mandát mu byl zachován. Do opozice proti Hlinkovi byl zapojen i jeho bratr Štefan Ravasz.
Za tzv. slovenského štátu byl zvolen za předsedu poradního sboru Státní rada Slovenské republiky. Po válce byl československými úřady zatčen, ale pak bez soudu propuštěn na svobodu.